# Mandani
Mandanii sunt un grup de amerindieni care au trăit de câteva secole până în prezent în mare parte în Dakota de Nord. 